# Mentha verticillata
Mentha verticillata är en kransblommig växtart som beskrevs av Carl von Linné. Mentha verticillata ingår i släktet myntor, och familjen kransblommiga växter. Inga underarter finns listade i Catalogue of Life.